# Pusztaszabolcs–Paks-vasútvonal
A MÁV  42. számú Pusztaszabolcs–Paks-vasútvonala egyvágányú, Dunaújvárosig villamosított vasútvonala a Mezőföld keleti peremén, a Duna jobb partja mentén. Hozzá kapcsolódik a 43-as számú Mezőfalva–Rétszilas-vasútvonal, amely tulajdonképpen e vonal kiegészítése Rétszilas irányába.

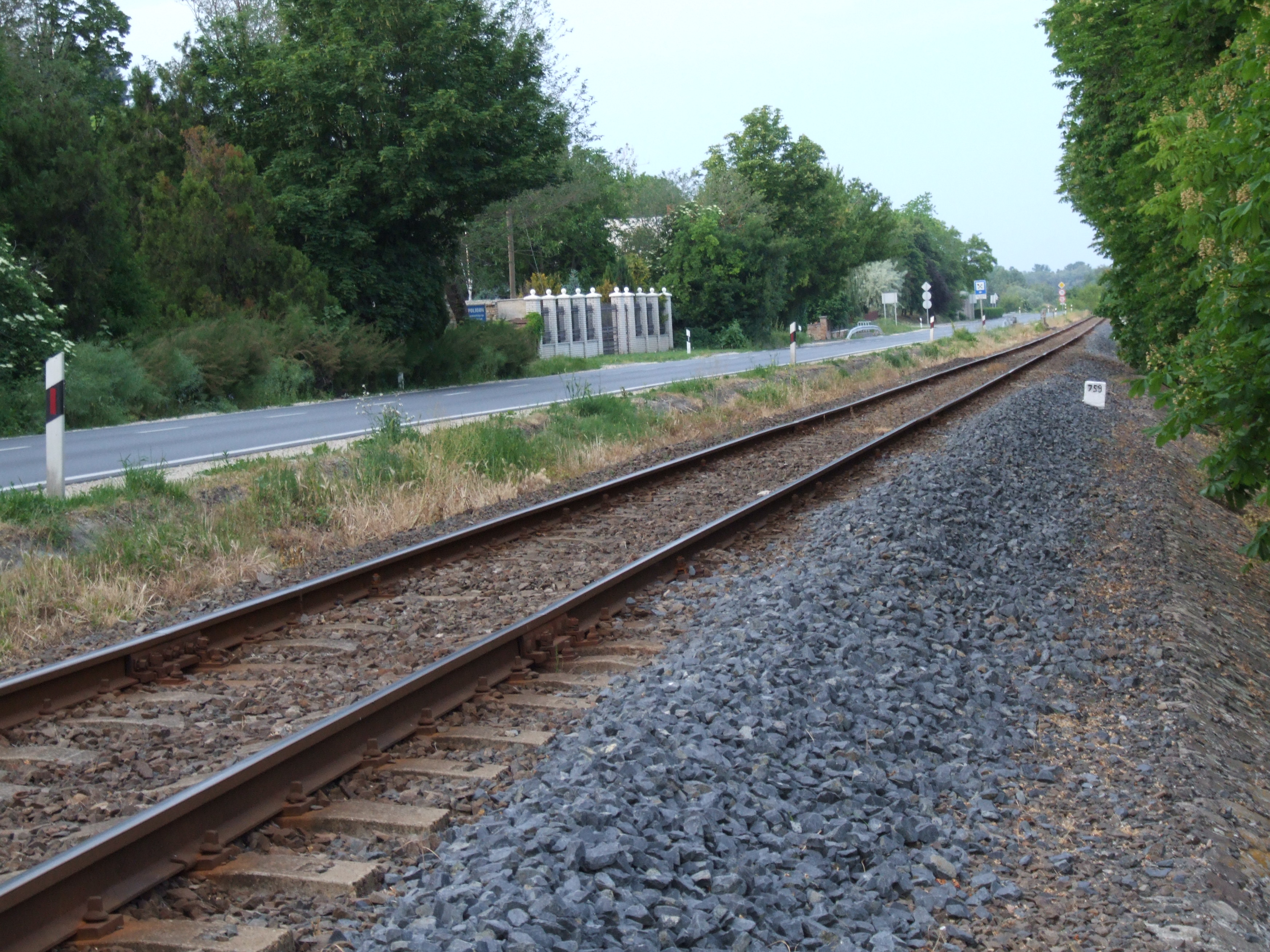
Pakson a Duna-parton a 6-os főúttal párhuzamosan halad a vonal

A vasútvonalon Mezőfalva és Paks között a személyszállítás 2009. december 13-án, a 2009/2010. évi menetrendváltással megszűnt.

## Története
A Fejér és Tolna vármegyei HÉV társaság által épített, Adonyszabolcs (mai nevén Pusztaszabolcs) és Paks (Ópaks) közötti vonalat a millennium évében,  1896. december 23-án helyezték üzembe, a Székesfehérvár-Paks vasútvonal részeként. A vasútvonalat alacsony műszaki követelményű, helyiérdekű vonalként építették, 23,6 kg/fm tömegű, „i” rendszerű sínekből.
Az eredeti elképzelések szerint folytatták volna az építést Tolna felé (Tolna-Mözs vasútállomásig, ami által a vonal a Sárbogárd–Bátaszék-vasútvonalhoz csatlakozhatott volna), a beruházást azonban a Duna jobbpartán húzódó magaspart megerősítési munkáinak hatalmasra rúgó költségei megakadályozták. A vonal paksi végponti állomása is a partoldal veszélyes mivoltából adódóan került a település központjától távol, északi irányban a téglagyár mellé.
A vasútvonal összeköttetésbe került a Kunszentmiklós-Tass–Dunapataj-vasútvonallal az 1930-ban átadott Dunaföldvári hídon átvezetett Dunaföldvár–Solt-vasútvonal segítségével.
1950 nyarán Sztálinváros építése kapcsán megkezdték a Pusztaszabolcs-Dunapentele szakasz átépítését. A vasútvonal eredeti nyomvonalának körülbelül 40%-a épült át más nyomvonalra: ennek során elsősorban a kis sugarú íveket korrigálták, Adony és Rácalmás vasútállomását pedig áthelyezték. A legnagyobb nyomvonal-módosítást Rácalmás után hajtották végre, ahol a régi pálya egymást követő, számos kis sugarú ívét kiváltva hosszú bevágásokkal és töltésekkel vezették át a nyomvonalat a rendkívül hullámos terepen. A nyomvonal-korrekcióval Dunapentele állomás is megszűnt, az új nagyállomás a korábbinál mintegy 2 kilométerrel délebbre épült meg. A vasútépítési munkák a régi nyomvonalon fenntartott forgalom mellett folytak, az új nyomvonalú pályán 1951. december 16-án indult meg a közlekedés.
A Paksi Atomerőmű építésekor vált szükségessé a Mezőfalva-Paks vonalszakasz átépítése, valamint a vasúti pálya folytatása a Duna mentén az erőmű területéig. A felépítményt lecserélték, hogy a 20 tonna tengelyterhelésű mozdonyok is közlekedhessenek rajta, a nyomvonal azonban változatlan maradt. 1976-ra készült el a vonal meghosszabbítása. 1978-ban Paks városa új végállomást kapott új felvételi épülettel és északabbra egy, a 6-os út 1952-ben épült szakasza alatt aluljáróval megközelíthető megállóhelyet a dunai személyhajó kikötő mellett. A régi végállomást 1985-ben vasúti múzeumnak rendezték be, ami 2000-ig a Magyar Vasúttörténeti Park megnyitásáig működött.
A Pusztaszabolcs-Dunaújváros szakaszt 1983-ban villamosították, szeptember 5-én történt meg a villamos üzem felvétele. A felsővezeték kiépítésének folytatását Rétszilasig tervezték, de a komlói bányászat megszűnése és a magas költségek miatt nem valósult meg. 1994-ben Dunaújváros és Paks között is tervezték a villamosítást, de technikai okok miatt máig nem valósult meg.
Az 1990-es évek közepén számos szolgálati hely megszűnt, vagy visszaminősítést kapott. 1995-ben Bölcske megálló-rakodóhelyből táblás megállóhely lett, a forgalmi szolgálat megszűnt, valamint a rakodóvágányokat felszedték. A korábban Baracs-Ménesmajor néven megálló-rakodóhelyként, a mezőfalvai elágazás közelében működő Ménesmajor megállóhely szintén felszámolásra került a rétszilasi deltavágánnyal együtt. Az eredetileg váróhelyiséggel kibővített őrházat 1997 telén eladták, majd elbontották.
Dunaföldváron a Beszédes József híd 2001-es felújításakor a hídon a vasúti közlekedést nem állították vissza, ezért 1999-ben megszűnt a Dunaföldvár és Solt közötti vasúti összeköttetés is. Napjainkra a teljes szakaszon felszedték a pályát, Dunaföldvár belterületén a régi vasúti pálya nyomvonalában épült meg az 52-es főút új, a városközpontot elkerülő szakasza. Az összekötő vasút egykori nyomvonalán 2015-ben kerékpárút épült.
Az 1990-es években a vasúti múzeum is bezárt, a területén, a szabadban álló mozdonyokat és egyéb járműveket a 2000-ben megnyitott Magyar Vasúttörténeti Parkba szállították. 2001-ben az itt működő táblás megállóhely a terület magánkézbe kerülésével megszűnt.
Bölcske lakatlan, felügyelet nélkül maradt épületét életveszélyessé nyilvánították, ezért 2008. januárban a sérült, omladozó tetőszerkezetet elbontották. A bölcskei önkormányzat korábban felajánlotta a MÁV-nak a ma már ritkaságnak számító, eredeti állapotban álló III. osztályú, szabványos mellékvonali felvételi épület megvásárlását és helyreállítását. 2009-re az épület maradéka is elbontásra került.
2023. december 10-től a vasútvonalon Kulcs megállóhelyen feltételes megállási rend került bevezetésre, ezzel egyidőben megszűnt Dunaújváros külső megállóhely.

## A pálya
A vasútvonal egyvágányú, sík- és dombvidéki jellegű, teljes hossza 79 km.
Pusztaszabolcson a Budapest–Pécs-vasútvonalból ágazik ki. A pálya Dunaújvárosig villamosított, önműködő térközbiztosítással, fényjelzőkkel, az útátjáróknál automata fénysorompókkal vannak biztosítva. Mezőfalva elágazásig a felépítmény hézagnélküli, 54 kg/fm sínrendszerű, vasbetonaljakon fekszik.
Dunaújvárostól Paks végállomásig a vasútvonal nem villamosított. Itt állomástávolságú közlekedés van. Az állomások jelzői vonóvezetékes alakjelzők, kivéve Pakson, ahol fényjelzős, kulcsazonosítós biztosítóberendezés működik. Az útátjárók fénysorompóval biztosítottak, az állomások teljes csapórudas sorompóit a személyzet működteti, míg a kisebb jelentőségű földutakon nem biztosított útátjárók vannak. A rendszeresen karbantartott felépítmény hagyományos, – Paks Duna parti, egymáshoz hegesztett sínszálas, GEO-s sínleerősítésű szakaszát kivéve – szinte kizárólag lengő-, elenyészően ikeraljas illesztésű, 24 m hosszú, 48 kg/fm sínrendszerű, túlnyomórészt vasbetonaljakon a GEO-s mellett vegyesen közvetlen síncsavaros, alátétlemezes lerögzítéssel. A kiépítési sebesség itt 80 km/h, de a megengedett sebesség csak 60 km/h.
A paksi Duna-parton, a végállomás és a korábbi Ópaks állomás közötti pályaszakaszt 2021 nyarán újították fel az erőmű bővítésére készülve: a vasúti pálya felépítményét felszedték, a kőágy megerősítése után SMD-80/UVP típusú vágányépítő géplánccal fektették le az új sínrendszert. A pályaszakasz új fénysorompókat és hozzá tartozó biztosítóberendezéseket kapott egészen Dunaföldvárig.

## Lassan bejárandó pályarészek
A vasútvonalon a pályasebesség Pusztaszabolcs és Mezőfalva elágazás között 100 km/h, onnan tovább Paksig 60 km/h. (Utóbbi állandó 40 km lassújellel.)[forrás?] A vonalon az alábbi lassújelek vannak érvényben:
- 0-5 szelvény között 60 km/h
- 5-18 szelvények között ívviszony miatt 80 km/h
- az 50-54 szelvényközben, rálátás hiánya miatt az útátjáró előtt, csak a Paks felől érkező (páratlan számú) vonatoknak 60 km/h
- Adony előtt a 75-76 szelvényközben siklás okozta pályaállapotok miatt 60 km/h
- Rácalmás állomás előtt a 187-190 szelvényközben, rálátás hiánya miatt az útátjáró előtt, csak a páratlan számú vonatoknak 50 km/h
- Rácalmás és Dunaújváros között pályaállapotok miatt a 200-227 szelvények között 80 km/h, 227-233 szelvények között 60 km/h, a 233-245 szelvények között 80 km/h
- Dunaújváros előtt a 277-280 szelvényközben, rálátás hiánya miatt az útátjáró előtt, csak a páratlan számú vonatoknak 50 km/h
- Dunaújváros előtt a 279-289 szelvények között, ívviszony miatt 90 km/h
- Előszállás után, a barotai iparvágány-kiágazás őrizetlen nyíltvonali kitérője 20 km/h sebességgel közelíthető meg
- Dunaföldvár után az 553-569 szelvények között, rálátás hiánya és pályaállapotok miatt 20 km/h, illetve 40 km/h

## Forgalom
- Budapest és Dunaújváros között ütemes menetrend szerint személyvonatok közlekednek, illetve jelentős teherforgalom folyik.
- Paksra a csekély, de rendszeres teherforgalom főleg az atomerőművet valamint a helyi ipari park üzemeinek egy részét szolgálja ki.
- 2012 tavaszától a dunaföldvári Pannonia bioetanolgyár beindulásával rendszeressé váltak a hetente többször forduló tartálykocsis tehervonatok a térségben.[7] Mivel a használt iparvágány kiágazása Előszállás felé néz, a vonatok körüljárás és vonatcsere céljából bejárnak Dunaföldvár állomásra. Azóta komoly teherforgalmat bonyolít le. A vontató mozdonyok 2012 június 1-je óta a CER dízel mozdonyai, de ritkábban előfordul a MÁV Start Szergejeinek bérlése is.  Az iparvágány a város északi határában üzemelő gyártól távolabb, a külterületi Barótapuszta városrésznél ágazik ki, így a készterméket teherautókkal szállítják át az üzemből a vasúti rakodó átfejtőjéhez.[8]

## Vontatójárművek

### Személyszállítás
Pusztaszabolcs és Dunaújváros között a személyvonatokat mind Stadler FLIRT motorvonatok továbbítják a Budapest-Pusztaszabolcs-Dunaújváros viszonylatban.
A vasútvonalon Mezőfalva és Paks között a személyszállítás 2009. december 13-án, a 2009/2010. évi menetrendváltással megszűnt.

### Teherszállítás
A Budapestről és Dunaújvárosból induló, illetve oda érkező irányvonatokat zömében MÁV V63 sorozatú mozdonyokkal továbbítják, gyakran látni külföldi, illetve magánvasúti mozdonyokat is. A helyi tolatós teherforgalmat a korszerűsített MÁV M62 vagy MÁV M43-as gépekkel szolgálják ki. Dunaújváros-Paks között a bioetanol szállítmányok mellett a ritka tolatós tehervonatokat M62-es és M43-as mozdonyok vontatják. A közelmúltban Dunaföldváron egy új gyártelep létesült, amelyhez iparvágány is épült.

## A vasútvonal jövőbeni kilátásai
A vonal helyzete elsősorban a Dunai Vasmű és a Paksi atomerőmű miatt kivételesnek mondható. A vidéki nagyvárosok állomásai között Dunaújváros állomása a teherforgalom nagysága szempontjából kiemelkedő helyen van. Ugyan nincsen tervben véve jelentősebb korszerűsítés a vasútvonalon, a jelenlegi pályaállapotokat stabilan fenntartják.

## Járatok
A lista a 2022–2023-as menetrend adatait tartalmazza.
| Vonat          | Útvonal                                                  |
| személyvonatok | személyvonatok                                           |
| -------------- | -------------------------------------------------------- |
| S42            | Budapest-Déli – Érd felső – Pusztaszabolcs – Dunaújváros |
| Z42            | Budapest-Déli – Érd felső – Pusztaszabolcs – Dunaújváros |
| S431           | Dunaújváros – Rétszilas – Simontornya                    |